# イリーナ・ロバチェワ
イリーナ・ヴィークトロヴナ・ロバチェワ（ロシア語: Ирина Викторовна Лобачёва, ラテン文字転写: Irina Viktorovna Lobacheva, 1973年2月18日 - ）は、ロシア出身の女性フィギュアスケートアイスダンス選手。2002年ソルトレイクシティオリンピックアイスダンス銀メダリスト。2002年世界フィギュアスケート選手権アイスダンスチャンピオン。パートナーはイリヤ・アベルブフ。ロシア語読みでは「イリーナ・ヴィークタラヴナ・ラバチョーヴァ」が近い。

## 経歴
モスクワに生まれ、6歳のときにスケートを始めた。当初は女子シングル選手として活動し、のちにアイスダンスに転向してアレクセイ・ポスペロフとカップルを結成した。ポスペロフとのカップルで1991年ネーベルホルン杯で優勝し、1992年ロシア選手権では6位となったが、イリヤ・アベルブフと恋に落ち、ポスペロフとのカップルを解消し1993年にアベルブフとカップルを組むことになった。
1993-1994年シーズンより国際大会へ出場。1994年世界選手権へも出場を果たし、私生活では1995年にパートナーのアベルブフと結婚するに至った。1995-1996年シーズンに創設されたISUグランプリシリーズ（当時の名称はISUチャンピオンシリーズ）へ出場し、以後表彰台の常連となる。1997年にはロシア選手権で初優勝を飾り、強豪カップルとして注目されるようになったが、1998年長野オリンピックでは5位入賞に留まり、メダル獲得はならなかった。
2000-2001年シーズン、ISUグランプリファイナルで自身最高位の2位となり、2001年欧州選手権および2001年世界選手権ではともに3位となり初のメダルを獲得した。翌2001-2002年シーズン、ケガの影響からISUグランプリシリーズには出場できなかったが、ロシア選手権で4度目の優勝を果たした。2度目のオリンピックとなったソルトレイクシティオリンピックでは、フランスのマリナ・アニシナ&グウェンダル・ペーゼラ組に敗れたものの銀メダルを獲得した。オリンピック後に行われた2002年世界選手権では初優勝を飾った。
翌2002-2003年シーズン、グランプリファイナルおよび2003年欧州選手権で初優勝を飾り、2003年世界選手権で2位となりアマチュアを引退。プロフィギュアスケーターとして活動を始めた。2007年、アベルブフと離婚が報じられた。

## 主な戦績
- 戦績はイリヤ・アベルブフとのカップル時。

| 大会/年            | 1993-94 | 1994-95 | 1995-96 | 1996-97 | 1997-98 | 1998-99 | 1999-00 | 2000-01 | 2001-02 | 2002-03 |
| ------------------ | ------- | ------- | ------- | ------- | ------- | ------- | ------- | ------- | ------- | ------- |
| オリンピック       |         |         |         |         | 5       |         |         |         | 2       |         |
| 世界選手権         | 13      | 15      | 6       | 7       | 4       | 4       | 4       | 3       | 1       | 2       |
| 欧州選手権         |         | 9       | 5       | 5       | 4       | 3       | 4       | 3       | 3       | 1       |
| ロシア選手権       | 2       | 3       | 3       | 1       | 2       | 2       | 1       | 1       | 1       |         |
| GPファイナル       |         |         |         | 5       | 4       | 3       | 4       | 2       |         | 1       |
| GPロシア杯         |         |         | 2       | 2       | 2       |         |         | 2       |         | 1       |
| GPNHK杯            |         | 8       |         |         |         | 2       | 2       |         |         | 1       |
| GPラリック杯       | 1       |         |         |         |         |         |         | 2       |         |         |
| GPスケートアメリカ |         |         | 2       | 2       | 2       | 2       | 2       |         |         |         |
| GPスケートカナダ   |         |         | 4       |         | 3       |         |         |         |         |         |
| GPネイションズ杯   |         |         | 3       | 4       |         |         |         |         |         |         |

### 詳細
| 2002-2003 シーズン     |                                                      |    |    |    |      |
| 開催日                 | 大会名                                               | CD | OD | FD | 結果 |
| 2003年3月24日-30日     | 2003年世界フィギュアスケート選手権（ワシントンD.C.） | 1  | 1  | 2  | 2    |
| 2003年1月20日-26日     | 2003年ヨーロッパフィギュアスケート選手権（マルメ）   | 1  | 1  | 1  | 1    |
| 2002年11月28日-12月1日 | ISUグランプリシリーズ NHK杯（京都）                  | 1  | 1  | 1  | 1    |
| 2002年11月22日-24日    | ISUグランプリシリーズ ロシア杯（モスクワ）           | 1  | 1  | 1  | 1    |